# Hamirpur, Himachal Pradesh
Hamīrpur är en ort i Indien.   Den ligger i distriktet Hamīrpur och delstaten Himachal Pradesh, i den norra delen av landet, 300 km norr om huvudstaden New Delhi. Hamīrpur ligger 768 meter över havet och antalet invånare är 19 280.
Terrängen runt Hamīrpur är kuperad åt nordväst, men åt sydost är den platt. Terrängen runt Hamīrpur sluttar västerut. Runt Hamīrpur är det tätbefolkat, med 476 invånare per kvadratkilometer. Hamīrpur är det största samhället i trakten. Trakten runt Hamīrpur består till största delen av jordbruksmark.